# ネパール関係記事の一覧
ネパール関係記事の一覧では、ネパールに関係する記事の一覧を分野別にまとめた。

## 地理
- インド亜大陸
- 南アジア
- ヒマラヤ山脈
- エベレスト
- アンナプルナ
- カンチェンジュンガ
- ギャチュンカン
- チョ・オユー
- ダウラギリ
- マカルー
- マナスル
- ローツェ

保護区域
- カトマンズの渓谷
- サガルマータ国立公園
- ロイヤル・チトワン国立公園

都市・集落
- カトマンズ - ネパールの首都
- キルティプル
- ナムチェバザール
- ポカラ
- ルンビニ - 釈迦の生地
- ムスタン王国

## 政治
- ネパールの国旗
- ネパールの国歌
- ネパールの首相
- ネパールの副首相
- ネパールの大統領
- ネパールの副大統領
- ネパール王国の君主
- ビレンドラ・ビール・ビクラム・シャハ - 第10代ネパール国王
- ディペンドラ・ビール・ビクラム・シャハ - 第11代ネパール国王
- ギャネンドラ・ビール・ビクラム・シャハ - 第12代ネパール国王
- ネパール王族殺害事件
- ギリジャー・プラサード・コイララ - ネパール元首相
- シェール・バハドゥル・デウバ - ネパール元首相
- ネパールの政党
- ネパール制憲議会
- ネパール共産党毛沢東主義派（マオイスト）
- プラチャンダ（首相・マオイスト議長）
- バーブラーム・バッタライ（首相・マオイストNO.2）
- ネパール会議派
- ネパール統一共産党
- マデシ人権フォーラム
- タライ・マデシ民主党
- 国民民主党 (ネパール)
- ネパール国家発展党
- 南アジア地域協力連合
- プラディープ・クマール・ギャワリ - 元文化観光航空大臣

## 宗教
ヒンドゥー教
- パシュパティナート

仏教
- ボダナート

## 社会
- Category:ネパールの言語
- ネパール語
- ネパール・バサ語
- ネパールの民族

## 軍事
- グルカ兵
- グルカ戦争
- ククリ
- コラ (刀)

## 経済
- ネパールの経済
- ネパール・ルピー
- トリシュリ水力発電所

## 交通
- マヘンドラ・ハイウェイ
- トリブバン国際空港
- ネパールの鉄道
- ネパール・ガバメント鉄道 - ネパール王国にかつて存在した鉄道事業者
- ジャナクプル鉄道（ネパール鉄道）
- .np - ネパールの国別ドメイン

## 教育・研究
- トリブバン大学
- トリブバン大学工学校
- カトマンズ大学
- ネパール工科大学
- ポカラ大学
- プルバンチャル大学

## 文化
- ダルバート - ネパール料理の一つ。

## 日本との関係
- 岩村昇
- 海外在住ネパール人協会